# Djiman Koukou
Djiman Koukou (* 14. November 1990 in Allahé) ist ein beninischer Fußballspieler.

## Karriere

### Verein
Djiman Koukou begann seine Laufbahn als Fußballprofi in seinem Heimatland Benin in der Spielzeit 2005/06 bei Requins de l’Atlantique FC. Es folgte ein Engagement bei Soleil FC in Cotonou, danach wechselte er nach Europa und spielte dort überwiegend bei französischen Clubs, vor allem bei Chamois Niortais, wo er knapp 130 Einsätze absolvierte. Dazu kommen Einsätze in Portugal (CF Os Belenenses) und in Rumänien (Astra Giurgiu).

### Nationalmannschaft
Koukou kam erstmals 2008 für die A-Nationalmannschaft des Benin zum Einsatz. Insgesamt absolvierte er 49 Partien, in denen er ein Tor erzielte.